# Chagall - Malevitch
Pour plus de détails, voir Fiche technique et Distribution.
Chagall - Malevitch (russe : Шагал — Малевич) est un film biographique russe réalisé par Aleksandr Mitta et sorti en 2014. 

## Synopsis
L'histoire de l'artiste Marc Chagall pendant la période de son retour à Vitebsk, sa ville natale, avec sa femme et sa fille, en tant que commissaire à l'art. Chagall ouvre une école d'art et y invite Kasimir Malevitch en tant que nouveau professeur. La tâche de Malevitch consiste à former une pléiade d'artistes à l'orientation « suprématiste » de la peinture qu'il a inventée.
Le film s'articule autour de quatre axes principaux : Chagall et sa femme Bella Rosenfeld, Chagall et ses élèves, Chagall et Malevitch, Malevitch et ses élèves.

## Fiche technique
- Titre français : Chagall - Malevitch[1]
- Titre original russe : Шагал — Малевич[2]
- Réalisation : Aleksandr Mitta
- Scénario : Aleksandr Mitta
- Photographie : Sergueï Matchilski (ru)
- Musique : Alekseï Aigui
- Décors : Lioudmila Gaintseva, Edouard Galkine
- Production : Larissa Schneider, Elizaveta Lessovaïa, Aleksandr Mitta
- Sociétés de production : Marmot-Film, ShiM-Film
- Pays de production :  Russie
- Langue originale : russe
- Format : couleurs
- Genre : film biographique
- Durée : 119 minutes
- Dates de sortie : 
  - Russie : 3 avril 2014

## Distribution
- Leonid Bitchevine (ru) : Marc Chagall
- Kristina Schneider : Bella Rosenfeld
- Anatoli Bely : Kasimir Malevitch
- Semion Chkalikov : Naoum
- Semion Mendelsone : Léon Trotski
- Vassili Roukcha : Amedeo Modigliani